# Asia Times Online
Asia Times Online ('ATol') er en internetpubliceret avis med nyheder og reportage om geopolitiske, politiske, økonomiske og forretningsorienterede emner set fra et asiatisk synspunkt.
Asia Times Online blev grundlagt i starten af 1999 i Hong Kong. Forretningsmodellen er baseret på reklameindtægter samt videresalg af egenproduktion til andre publikationer og nyhedsbureauer. 